# NGC 2254
NGC 2254 ist ein offener Sternhaufen vom Trumpler-Typ I2p im Sternbild Einhorn südlich des Himmelsäquators. Er hat einen Durchmesser von 6 Bogenminuten und eine scheinbare Helligkeit von 9,1 mag.
Entdeckt wurde das Objekt am 28. Dezember 1788 von William Herschel.